# 坂本昌行
坂本 昌行（さかもと まさゆき、1971年〈昭和46年〉7月24日 - ）は、日本の歌手、俳優、舞台俳優、タレントであり、男性アイドルグループ・V6の元リーダー、20th Century（トニセン）のリーダー。
東京都江東区出身。STARTO ENTERTAINMENT所属。妻は女優の朝海ひかる。

## 来歴
高校生の時に芸能界入りを決意し、様々な芸能事務所や劇団に自ら履歴書を書いて送る。その中には『メンズノンノ』のモデルもあったが、不合格だったという。ジャニーズ事務所にも履歴書を送り、半年後に行われたオーディションを受け、1988年にジャニーズ事務所に入所する。同期にTOKIOの国分太一がいる。ジャニーズJr.内ユニット・平家派に所属する。
1992年、『阿国』で舞台初出演。
1995年11月1日、V6のメンバーとして、「MUSIC FOR THE PEOPLE」でCDデビュー。デビュー当時24歳3か月で、長らくジャニーズのデビュー最年長記録であった。
2000年、舞台『シェルブールの雨傘』で舞台単独初主演を務める。
2010年、舞台『ZORRO THE MUSICAL』で初めて外部公演のオーディションを受け、ゾロ役を射止めた。
2016年、初のソロコンサートとなるミュージカル・コンサート「ONE MAN STANDING」を行う。Bunkamuraオーチャードホールではジャニーズ所属のタレントとして初めて舞台以外の公演を行った。
2019年、以前から左膝の前十字靱帯および半月板損傷を抱えていたことと、デビュー25周年を見据えて手術を受け、成功したことを公表。
2021年11月1日、V6が解散。それに伴い20th Centuryのメンバーおよびソロタレントのみの活動となる。同年12月30日、元宝塚歌劇団雪組トップスターの朝海ひかると結婚したことを発表した。50歳5カ月での結婚（初婚）はこの時点でジャニーズ事務所最年長となった。また、坂本の結婚により、元V6の既婚メンバーは6人中5人となった。

## 人物
- ジュニア時代、レッスン教師から「帰れ」と言われて本当に帰る[14]、レッスン場に車で通う[15]など数々のやんちゃエピソードを持つが、ファンの間でも有名な「ジャニー喜多川が唯一敬語で喋る人である」という噂については完全に否定している[16]。
- V6のメンバーとしてデビューするまでは長い下積みを要しており、ジャニーズ事務所を一度辞めて、1年弱の間、旅行会社に勤務していたことがある[4]。その後、自分の居場所はここ（サラリーマン生活）でいいのかと悩み始め、電車で仕事帰りのKinKi Kidsに会った時に「今、坂本くんは何してんの?」と聞かれ悔しくて答えられなかったことと、スポットライトを浴びてあの場に立ちたいという思いが明確になったのをきっかけに[17]、同期の国分太一に「ジャニーさんに、俺が戻りたいって言ってくれないか」と頼み、国分を通じて芸能界に戻りたいとの意思をジャニー喜多川へ伝えてもらい、復帰[4][6]。その後少年隊の東山紀之の付き人を経験する[4][18]。その東山とは、2013年の舞台「フランケンシュタイン」にて公演ごとに役を交互に演じるW主演を果たした[18]。
- 事務所からリーダーとしてV6をひっぱるように言われ、悩みながらも最年長としてデビュー当時10代だったカミセン（Coming Century）に挨拶や礼儀を教えた[14]。特に森田剛からは当初何を言っても反応が得られず困ることもあったが[14]、諦めず真正面から衝突し続けたり、井ノ原快彦がカミセンとのパイプ役を務める[19] などして徐々にグループとしてまとまったという[14]。
- 実家は都内で八百屋を経営[4]。両親ともに忙しかったため子供の頃から自分でご飯を作る機会が多く、料理が得意[20]。「将来の夢は10坪程度の小さな料理店をもつこと」であるとインタビューで発言したこともある[21]。2012年4月からは生活情報番組『ノンストップ!』（フジテレビ）で金曜の料理コーナー「One Dish」を担当し、腕前を披露している[19][20][21]。このレシピは2014年9月に『坂本昌行のOne Dish』として書籍化もされた。
- 野菜の中に隠れていた虫を見つけたことがきっかけで、今も虫は大嫌い[20]。
- 歌唱力に定評があり[22]、「ジャニーズで最も歌がうまい」との呼び声も高い[23]。2021年10月30日にフジテレビ系で放送された『2021JリーグYBCルヴァンカップ決勝 名古屋グランパス×セレッソ大阪』では、国歌独唱もした[24]。

## 受賞歴
- 第24回読売演劇大賞 優秀男優賞（2016年）[25]
- 第30回読売演劇大賞 優秀男優賞（2023年）[26]
- 第48回菊田一夫演劇賞 演劇賞（2023年）[27]

## 出演
グループとしての出演は平家派、V6 (グループ)#出演を参照。

### テレビドラマ
- あぶない少年III（1988年10月、テレビ東京）- 川崎経由 役
- 先生のお気にいり!（1991年6月 - 8月、TBS） - ダンス科 向井滋 役
- 同窓会（1993年10月 - 12月、日本テレビ） - ヒロミ 役
- TBS大型時代劇スペシャル 大忠臣蔵（1994年1月1日、TBS）
- 夜に抱かれて（1994年10月 - 12月、日本テレビ） - マサ 役
- Vの炎（1995年10月 - 11月、フジテレビ） - V6主演・坂本昌行 役
- いい日旅立ち〜4つの卒業〜（1996年3月、関西テレビ制作・フジテレビ） - 早川俊也 役
- 大追跡! 江戸〜上州〜みちのく〜四国（1997年5月6日、ABC）- 内田弥太郎 役
- 天国に一番近い男 第1話（1999年1月、TBS） - 宗教勧誘員 役
- 新・俺たちの旅 Ver.1999 第8話（1999年、日本テレビ） - ストリートミュージシャン 役
- I LOVE『big』大作戦（2000年6月29日、フジテレビ） - 坂本昌行 役
- 忠臣蔵うら話・仲蔵狂乱（2000年12月21日、ABC） - 三太郎 役
- 少年タイヤ 室温〜夜の音楽〜（2002年2月 - 3月、フジテレビ） - 下平警察官 役
- 演技者。（フジテレビ）
  - 錦★鯉 （2002年6月 - 8月）- 吉田晋 役
  - TRASHMASTAURANT （2003年11月 - 12月） - ヨネ 役
- 劇団演技者。 レプリカ（2006年4月 - 5月、フジテレビ） - 産婦人科医・宮田 役
- 弁護士のくず 最終話（2006年6月、TBS） - 笹野優司 役
- 少年時代（2009年6月21日、東海テレビ制作・フジテレビ） - 大倉先生 役
- 鍵のかかった部屋 Episode6（2012年、フジテレビ） - 鬼塚隼人 役
- 金曜プレステージ 捜査線上のアリア（2012年6月22日、フジテレビ） - 夏川孝文 役
- ほっとけない魔女たち 第5話（2014年、東海テレビ制作・フジテレビ） - 司会者 役（友情出演）
- ペットドクター花咲万太郎の事件カルテ（2022年3月26日、BS-TBS） - 花咲万太郎 役[28]
  - ペットドクター花咲万太郎の事件カルテ2〜お隣さんは殺人犯!?〜（2023年12月29日、BS-TBS）[29]
- 吉祥寺ルーザーズ 第6話・第12話（2022年5月16日・6月27日、テレビ東京）- 町田弘 役[30]

### 映画
- ターザン（1999年公開） - 「Marsa Sakamoto」名義で日本語版主題歌及び挿入歌を担当

### 吹き替え
- サンダーバード （2004年公開） - 日本語吹き替え版：ジェフ・トレーシー〈ビル・パクストン〉 役

### バラエティ番組
- 嵐のV1（1999年、フジテレビ）
- ノンストップ!（2012年4月 - 2023年3月、フジテレビ） - 金曜日「One Dish」担当 [20]
- 坂本昌行 GIFT for X（2021年11月9日 - 2023年3月21日、ひかりTV / テレビ東京、2022年5月26日 - 2023年3月21日、東海テレビ）[31]
  - 坂本昌行 GIFT for X ～SEASON 2～（2023年4月18日 - 2024年3月26日、Lemino）

### ドキュメンタリー番組
- 錦織圭・大坂なおみ それぞれの世界挑戦2018（2017年12月、WOWOW） - ナレーション[32]
- 錦織圭 復活〜世界の頂を目指して〜（2018年12月、WOWOW） - ナレーション[32]
- 錦織圭 覚悟〜節目の一年を迎えて〜（2019年12月29日、WOWOW） - ナレーション[32]
- 錦織圭・大坂なおみ 2020 〜復活への想い、戴冠への軌跡、そして東京へ〜（2020年12月29日、WOWOW） - ナレーション[33]

### 舞台
- ミュージカル 阿国（1992年4月、1993年6月、東京Bunkamuraシアターコクーン・名古屋愛知厚生年金会館・大阪厚生年金会館）- 二蔵 役
- SHOW劇'92 MASK（1992年5月5日 - 28日、東京日生劇場）（城島茂とWキャスト）
- GOLDEN BOY（1992年5月29日 - 6月14日、青山劇場 / 23日・24日、愛知厚生年金会館 / 26日 - 30日、大阪メルパルクホール）アンサンブル出演のためパンフレット掲載は無し
- 御いのち（1994年2月 - 3月、東京帝国劇場・大阪劇場飛天）
- PLAYZONE
  - PLAYZONE'94 MOON（1994年7月 - 8月、東京青山劇場・大阪フェスティバルホール）[34]
  - PLAYZONE'95 KING & JOKER（1995年7月、東京青山劇場）[35]
- ミュージカル 魔女の宅急便（1995年3月 - 5月、名古屋中日劇場・広島郵便貯金ホール）-トンボ 役 （遠藤直人とWキャスト）、（1996年5月-7月、東京厚生年金会館・愛知厚生年金会館）-トンボ 役 （長野博、原知宏とトリプルキャスト)
- ミュージカル サウンドオブミュージック（1995年8月、大阪劇場飛天）- ロルフ・グルーバー 役 （帝国劇場/中日劇場 国分太一とWキャスト）
- SHOW劇'97 MASK（1997年12月、大阪松竹座劇場）- 坂本昌行 役（井ノ原快彦・岡田准一と共に主演）
- ミュージカル 奇妙なゲーム（1998年2月 - 3月、東京天王洲アートスフィア・大阪厚生年金会館）- タケル 役
- ミュージカル 迷宮伝説・雨月の愛（1998年10月 - 11月、大阪近鉄劇場）- 主演・井沢正太郎 役
- 東京サンダンス〜俺たちの20世紀〜（2000年3月 - 4月、大阪近鉄劇場・東京PARCO劇場・メルパルクホール福岡）- 主演・鳴海浩二 役（20th Century主演）
- ミュージカル シェルブールの雨傘（2000年9月13日 - 27日︰東京天王洲アートソフィア、10月2日-5日︰新大阪メルパルクホール）、（2003年1月-2月再演、東京グローブ座・大阪近鉄劇場） - 主演・ギィ・フーシェ 役[36][37][38]
- 東京サンダンス〜21世紀への伝言〜（2001年2月 - 4月、東京Bunkamuraシアターコクーン・メルパルクホール福岡・大阪近鉄劇場）- 主演・鳴海浩二 役（20th Century主演）
- ブロードウェイミュージカル フットルース（2001年9月 - 10月、東京赤坂ACTシアター）、（2002年9月-10月再演、神戸国際会館・東京赤坂ACTシアター） - 主演・レン・マコーミック 役[39]
- とんかつロック（2002年4月 - 5月、東京Bunkamuraシアターコクーン・大阪近鉄劇場・メルパルクホール福岡）- 主演・花川助三郎 役（20th Century主演）
- ブロードウェイミュージカル Blood Brothers（英語版）（2003年10月、東京青山劇場・大阪シアタードラマシティ）- 主演・ミッキー（マイケル・ジョンストン）役 （赤坂晃とW主演）[40]
- SAY YOU KIDS（2004年4月 - 5月、東京Bunkamuraシアターコクーン・大阪シアタードラマシティ）- 主演・野木良治 役（20th Century主演）
- ブロードウェイミュージカル NEVER GONNA DANCE（英語版）（2005年2月 - 3月、東京国際フォーラム ホールC・大阪厚生年金会館芸術ホール） - 主演・ラッキー・ガーネット 役[41]
- ブロードウェイミュージカル ザ・ボーイ・フロム・オズ（2005年6月10日 - 27日、東京青山劇場）[42][43] - 主演・ピーター・アレン 役
  - ボーイ・フロム・オズ（2006年10月28日 - 11月6日、東京青山劇場/ 11月23日 - 11月26日、大阪厚生年金会館芸術ホール）[44]
  - ボーイ・フロム・オズ（2008年10月5日 - 10月14日、東京青山劇場/ 10月23日 - 10月26日、大阪シアターBRAVA!）
  - THE BOY FROM OZ（2020年5月2日 - 5月17日、東京・東急シアターオーブ/ 5月22日 - 5月26日、大阪・オリックス劇場）[45][注 1]
  - THE BOY FROM OZ supported by JACCS（2022年6月18日 - 7月3日、東急シアターオーブ / 7月14日 - 7月16日、オリックス劇場）[47]
- ノー・マンズ・ランド（2007年6月、東京グローブ座・大阪梅田芸術劇場シアタードラマシティ）- 主演・チキ 役[48]
- ブロードウェイミュージカル All Shook Up（英語版）（2007年12月、東京青山劇場・大阪シアターBRAVA!）[49]、（2009年10月-11月再演、東京青山劇場・大阪シアターBRAVA!）[50] - 主演・チャド 役
- アリバイのない天使（2010年7月3日 - 25日、東京グローブ座・大阪サンケイホール ブリーゼ） - 主演・西村鉄雄 役[51]
- ブロードウェイミュージカル パル・ジョーイ（2010年10月2日 - 10月24日、東京青山劇場・大阪シアターBRAVA!） - 主演・ジョーイ・エヴァンス 役[52][53]
- 東宝ミュージカル ZORRO THE MUSICAL（英語版）（2011年1月13日 - 2月28日、東京日生劇場 / 3月5日-20日、名古屋中日劇場 / 3月24日-28日、大阪梅田芸術劇場）- 主演・ゾロ/ディエゴ・デ・ラ・ヴェガ 役[10][54][55]
- ブロードウェイミュージカル MY ONE AND ONLY（英語版）（2012年3月10日 - 4月1日、東京青山劇場・大阪シアターBRAVA!）- 主演・ビリー 役[56][57][58]
- ミュージカル シルバースプーンに映る月（2013年6月14日 - 7月6日、東京グローブ座・大阪サンケイホールブリーゼ）- 主演・敷島綾佑 役[59][60]
- フランケンシュタイン（2013年11月16日 - 12月10日、東京グローブ座）- 主演・ヴィクター・フランケンシュタイン博士 役、怪物（クリーチャー） 役（※東山紀之とW主演で交互に演じている。）[18][61]
- オフ・ブロードウェイ・ミュージカル「MURDER for Two マーダー・フォー・トゥー（英語版）」（2016年5月26日 - 6月12日、森ノ宮ピロティホール・世田谷パブリックシアター）- 主演 [62]
  - オフ・ブロードウェイ・ミュージカル「MURDER for Two マーダー・フォー・トゥー」（2022年1月8日 - 23日、Bunkamuraシアターコクーン / 1月26日 - 2月1日、森ノ宮ピロティホール / 2月8日・9日、仙台電力ホール / 2月12日・13日、キッセイ文化ホール 長野県松本文化会館 大ホール）[63]
  - オフ・ブロードウェイ・ミュージカル「MURDER for Two」（2025年9月6日・7日〈予定〉、パルテノン多摩 大ホール / 9月11日 - 22日〈予定〉、EX THEATER ROPPONGI / 9月27日・28日〈予定〉、多賀城市民会館 大ホール / 10月4日・5日〈予定〉、久留米シティプラザ グランドホール / 10月10日・11日〈予定〉、りゅーとぴあ 新潟市民芸術文化会館 劇場 / 10月17日 - 22日〈予定〉、梅田芸術劇場 シアター・ドラマシティ / 10月25日・26日〈予定〉、東海市芸術劇場 大ホール）[64]
- ブロードウェイミュージカル ON THE TOWN（2014年9月 - 10月、東京青山劇場・大阪オリックス劇場）- 主演・ゲイビー役（20th Century主演） [65]
- TWENTIETH TRIANGLE TOUR（20th Century主演）
  - TWENTIETH TRIANGLE TOUR 戸惑いの惑星（2017年1月21日 - 2月26日、東京グローブ座・キャナルシティ劇場・シアタードラマシティ） - 主演・三池 役[66]
  - TWENTIETH TRIANGLE TOUR vol2 カノトイハナサガモノラ（2019年7月 - 9月、東京グローブ座/ 北九州芸術劇場 大ホール/ 梅田芸術劇場シアター・ドラマシティ）- 主演・サカモト 役[67]
- 君が人生の時（英語版）（2017年6月13日 - 7月2日、新国立劇場 中劇場）- 主演・ジョオ 役[68]
- TOP HAT（2018年11月5日 - 12月5日、東急シアターオーブ・梅田芸術劇場） - 主演・ジェリー 役[69]
- Oslo オスロ（英語版）（2021年2月6日 - 3月21日、新国立劇場 中劇場・兵庫県立芸術文化センター 阪急 中ホール・久留米シティプラザ ザ・グランドホール・日本特殊工業市民会館ビレッジホール[注 2]） - 主演・テリエ・ラーシェン 役[71]
- 凍える（英語版）（2022年10月2日 - 24日、PARCO劇場 / 10月30日、いわき芸術文化交流館 アリオス 中劇場 / 11月3日 - 6日、兵庫県立芸術文化センター 阪急中ホール / 11月10日 - 13日、穂の国とよはし芸術劇場PLAT 主ホール / 11月16日・17日、まつもと市民芸術館 主ホール / 11月26日・27日、りゅーとぴあ 新潟市民芸術文化会館 劇場 / 12月3日・4日、北九州芸術劇場 中劇場 / 12月10日・11日、那覇文化芸術劇場なはーと）- 主演・ラルフ 役[72]
- ブロードウェイミュージカル ザ・ミュージック・マン（2023年4月11日 - 5月1日、日生劇場 / 5月6日・7日、御園座 / 5月13日 - 15日、梅田芸術劇場メインホール / 5月20日・21日、静岡市清水文化会館マリナート 大ホール / 5月26日 - 28日、博多座） - 主演・ハロルド・ヒル 役[73]
- ブロードウェイミュージカル キャメロット（英語版）（2023年10月7日 - 28日、日生劇場 / 11月4日 - 20日、大阪松竹座） - 主演・アーサー王 役[74]
- ミュージカル 三銃士（2024年9月8日 - 28日、日生劇場 / 10月4日 - 6日、広島文化学園HBGホール / 10月18日 - 27日、SkyシアターMBS） - 主演・アトス 役[75]
- ミュージカル ホリデイ・イン（英語版）（2025年4月1日 - 16日、東急シアターオーブ / 4月22日 - 5月1日、SkyシアターMBS） - 主演・ジム・ハーディ 役[76]
- ミュージカル ブラック・ジャック（2025年6月28日 - 7月13日、IMM THEATER / 7月18日、新潟テルサ / 21日、COMTEC PORTBASE / 23日、アクトシティ浜松 / 26日、カナモトホール / 7月31日 - 8月2日、兵庫県立芸術文化センター） - 主演・ブラック・ジャック 役[77]

### ソロコンサート
- ミュージカル・コンサート『ONE MAN STANDING』（2016年2月5日 - 7日、Bunkamuraオーチャードホール）[2][23][78]
- ソロコンサート『ONE MAN STANDING 2019 The Greatest Symphony』（2019年5月22日 ‐ 26日、Bunkamuraオーチャードホール）[22][79]
- ソロコンサート『Masayuki Sakamoto Billboard Live 2024』（2024年12月2日・3日、Billboard Live YOKOHAMA / 12月7日・8日、Billboard Live TOKYO）[80][81]

### イベント
- 「2021 JリーグYBCルヴァンカップ 決勝」 （2021年10月30日）- 国歌独唱 [82]

## 作品

### ソロ楽曲
- コバルトブルー（1996年）
- MIX JUICE（1997年）
- Without you（1998年）
- Shelter（1998年）
- You'll Be in My Heart（1999年）- Marsa Sakamoto名義
- Time's on my side（2000年）
- Happy Happy Birthday!（2010年）

### 書籍
- 坂本昌行のOne Dish（2014年9月20日発売、扶桑社）ISBN 978-4-594-07113-4